# Focas (cráter)
Focas es un pequeño cráter de impacto que se encuentra en la cara oculta de la Luna, justo a continuación de la extremidad sudoeste. En esta ubicación el cráter es solo visible ocasionalmente desde la Tierra, durante fases de libración favorables, pero no es posible observarlo con mucho detalle debido a que el cráter se ve lateralmente.
|  |

Se halla en el amplio valle existente entre los Montes Rook situados al norte y los Montes Cordillera en el sur. Estos dos sistemas montañosos forman un doble anillo alrededor de la cuenca de impacto del Mare Orientale. El cráter está situado hacia el extremo sur de este enorme elemento, justo al norte del conjunto de los Montes Cordillera. Focas es un cráter relativamente aislado, con pocos cráteres cercanos, como Wright y Shaler, a cierta distancia hacia el este a lo largo del mismo borde interior de los Montes Cordillera.
Se trata de un cráter circular con un suelo interior que ocupa aproximadamente la mitad del diámetro total. Es de forma simétrica, con solamente una ligera apariencia de desgaste a lo largo del brocal. El piso interior no contiene características o impactos reseñables.
Lleva el nombre de Jean-Henri Focas (1909-1969), un astrónomo greco-francés.

## Cráteres satélite
Por convención estos elementos son identificados en los mapas lunares poniendo la letra en el lado del punto medio del cráter que está más cerca de Focas.
|       | \| Focas \| Coordenadas \| Diámetro \| \| ----- \| ------------------------------ \| -------- \| \| U \| 32°42′S 98°30′O / -32.7, -98.5 \| 10 km \| |          |
| Focas | Coordenadas | Diámetro |
| U     | 32°42′S 98°30′O / -32.7, -98.5 | 10 km    |